# CFSE
СFSE (Carboxyfluorescein succinimidyl ester) — вещество, известное также под названием CFDA-SE (carboxyfluorescein diacetate succinimidyl ester), представляет собой интернализуемую флуоресцентную метку, способную пассивно проникать внутрь клетки. Само по себе это вещество бесцветно и не флуоресцирует до тех пор пока его ацетильные группы не будут расщеплены внутриклеточными эстеразами. После контакта с эстеразами CFSE превращается в сильнофлуоресцирующее вещество.
Сукцинимидильные группы данного эфира реагирует с внутриклеточными аминами, формируя флуоресцентный конъюгат с белками, который стабилен, хорошо сохраняется и может быть зафиксирован ацетальдегидом. Лишний неконъюгированный реактив и побочные продукты пассивно диффундируют во внеклеточной питательной среде, откуда они могут быть отмыты.
Конъюгат красителя с белками, который формируется в меченных клетках, сохраняется этими клетками в течение всего развития, а также во время мейоза. Поэтому CFSE может быть использован в in vivo исследовании для отслеживания роста и деления клеток. Метка передается дочерним клеткам или после клеточного деления или после слияния клеток, и никогда не передается соседним клеткам в популяции.
CFSE позволяет отслеживать деление клеток, так как при делении концентрация метки в дочерних клетках снижается ровно в 2 раза, и интенсивность флуоресценции, соответственно, тоже.